# Abrothrix andina
Abrothrix andina és una espècie de mamífer rosegador de la família dels cricètids. Viu a l'Argentina, Bolívia, Xile i el Perú, habitualment a altituds superiors a 3.500 msnm. El seu hàbitat natural és l'altiplà andí. Es desconeix si hi ha cap amenaça significativa per a la supervivència d'aquesta espècie. El seu nom específic, andina, significa ‘andina’ en llatí.